# Lost in the West (película para televisión)
Lost in the West (en España: Perdidos en el oeste) es una comedia de tres partes: miniserie del oeste que se transmitió en Nickelodeon del 28 al 30 de mayo de 2016. Fue dirigida por Carlos González y producida por Galdo Media.

## Sinopsis
Dos hermanastros inventan accidentalmente una máquina del tiempo y son transportados desde el día de hoy hasta 1885 , donde entran en conflicto con el alcalde local.

## Protagonistas
- Caleb Thomas como Chip Caldwell
- Niko Guardado como Dave Flowers
- Fallon Smythe como Lisa Waters and Luna
- Morgan Higgins como Texas Jane
- James Eeles como Cody Duvalier
- Kamran Darabi-Ford como Mitch Duvalier
- Mark Schardman como Doc Duvalier
- Alex Sawyer como Jimmy the Kid
- Jeff Zach como  jefe de agua corriente

## Episodios
| No. # | Título                           | Dirigido por    | Escrito por                   | Fecha de emisión original |
| --- | -------------------------------- | --------------- | ----------------------------- | ------------------------- |
| 1 | «Perdidos en el oeste: 1ª parte» | Carlos González | Kevin M Brennan y Doug Manley | 28 de mayo de 2016        |
| Sinopsis: En la primera parte, Chip y Dave, dos hermanastros muy distintos viajarán en el tiempo por culpa de un experimento científico fallido que les llevará a 1885, al lejano Oeste. |                                  |                 |                               |                           |
| 2 | «Perdidos en el oeste: 2ª parte» | Carlos González | Kevin M Brennan y Doug Manley | 29 de mayo de 2016        |
| Sinopsis: En la segunda parte, Chip y Dave volverán al lejano oeste para arreglar los problemas que causaron en su primera vez allí.                                                     |                                  |                 |                               |                           |
| 3 | «Perdidos en el oeste: 3ª parte» | Carlos González | Kevin M Brennan y Doug Manley | 30 de mayo de 2016        |
| Sinopsis: En la tercera parte, Chip se queda atrapado en el lejano oeste, y sólo su hermano Dave puede rescatarlo. Con ayuda de algunos aliados que no son precisamente sus amigos.      |                                  |                 |                               |                           |

- Datos: Q24514649